# 798
سنة 798 م كانت سنة بسيطة تبدأ يوم الإثنين (الرابط يظهر نموذج التقويم الكامل للسنة) من التقويم اليولياني. بدأت تسمية السنة ب798 منذ العصور الوسطى المبكرة، عندما أصبح تقويم أنو دوميني هو الأسلوب السائد في أوروبا لتسمية السنوات.

## وفيات
- أبو يوسف الإمام المجتهد العلامة المحدث قاضي القضاة
- علي بن يقطين
- مروان بن أبي حفصة
- وونسونغ ملك شلا